# Louie Myfanwy Thomas
Louie Myfanwy Thomas (ur. 29 lutego 1908 w Holway, zm. 25 stycznia 1968 w Ruthin) – walijska pisarka.

## Życiorys
Córka Elizabeth Jane i Waltera Owena Davisa, była wychowywana przez babcię. Uczęszczała do szkoły średniej w Rhyl, pracowała następnie jako urzędniczka.
Pisała pod pseudonimem Jane Ann Jones, w 1953 roku wygrała 100 funtów w konkursie ufundowanym przez redakcję walijskojęzycznego czasopisma Y Cymro; brała także udział w eisteddfod. Tworzyła pod pseudonimami Jane Ann Jones, Jini Jos i Ffanni Llwyd.

## Wybrana twórczość[1]
- Storïau hen ferch (1937)
- Y bryniau pell (1949)
- Diwrnod yw ein bywyd (1954)
- Plant y Foty (1955)
- Ann a Defi John (1958)

## Życie prywatne
5 kwietnia 1952 roku poślubiła Richarda Thomasa, para mieszkała między innymi w Ruthin. Jej mąż miał dwie córki z poprzedniego małżeństwa, ona sama była bezdzietna.